# Cebula Red Baron
Cebula 'Red Baron' – odmiana uprawna cebuli zwyczajnej. Cebula czerwona, charakteryzująca się fioletowoczerwoną barwą łuski i stosunkowo łagodnym smakiem. Cebule kuliste, lekko spłaszczone, okryte mocnymi łuskami. Odmiana siewna. Możliwe jest przechowywanie przez około pół roku.
Wymagania glebowe – gleby średnie lub ciężkie, konieczność nawadniania w okresie dłuższej suszy.
W sztuce kulinarnej zalecana przede wszystkim do sporządzania sałatek, jako warzywo świeże.